# St. Mary's City
St. Mary's City, Maryland är ett kommunfritt område i St. Mary's County, Maryland. 
Orten som fick stadsprivilegier 1667 var provinsen Marylands residensstad från 1634 till 1695. Efter att guvernören och den lagstiftande församlingen flyttat till Annapolis så flyttade även de flesta invånarna bort och staden blev till åkermark. 
Numer är orten ett historiskt minnesmärke och efter decennielånga arkeologiska utgrävningar har delstaten Maryland idag skapat ett friluftsmuseum kallat Historic St. Marys City med rekonstruerade byggnader och historiska återskapare i tidsenlig klädedräkt.